# 波多余射
波多 余射（はた の よさ）は、飛鳥時代から奈良時代にかけての貴族 。名は与射とも記される。官位は従五位下・式部員外少輔。

## 経歴
文武朝の大宝3年（703年）山陰道の巡察使として派遣される（この時の位階は従七位下）。
元明朝末の和銅7年（714年）粟田人上・津守通らとともに従六位下から四階昇進して従五位下に叙爵した。元正朝の養老2年（718年）式部省の員外少輔に任ぜられているが、これが史料上の員外官の初見である。

## 官歴
『続日本紀』による。
- 時期不詳：従七位下
- 大宝3年（703年） 正月2日：山陰道巡察使
- 時期不詳：従六位下
- 和銅7年（714年） 正月5日：従五位下
- 養老2年（718年） 9月19日：式部員外少輔